# Zborul 6491 al Turkish Airlines
Zborul 6491 al Turkish Airlines a fost un zbor internațional de marfă operat de ACT Airlines pentru Turkish Airlines din Hong Kong cu destinația Istanbul via Bișkek, Kârgâzstan. Pe 16 ianuarie 2017, la ora locală 7:31, aeronava Boeing 747-412F care opera zborul s-a prăbușit când încerca să aterizeze în condiții de vizibilitate redusă pe Aeroportul Internațional Manas din Bișkek.
Cel puțin 36 de oameni au fost uciși în impactul aeronavei cu solul, trei membri ai echipajului și 33 de locuitori din Datcha-Suu, un sat situat la aproximativ doi kilometri vest de aeroport. Alte 15 persoane au fost rănite la sol.

## Accident

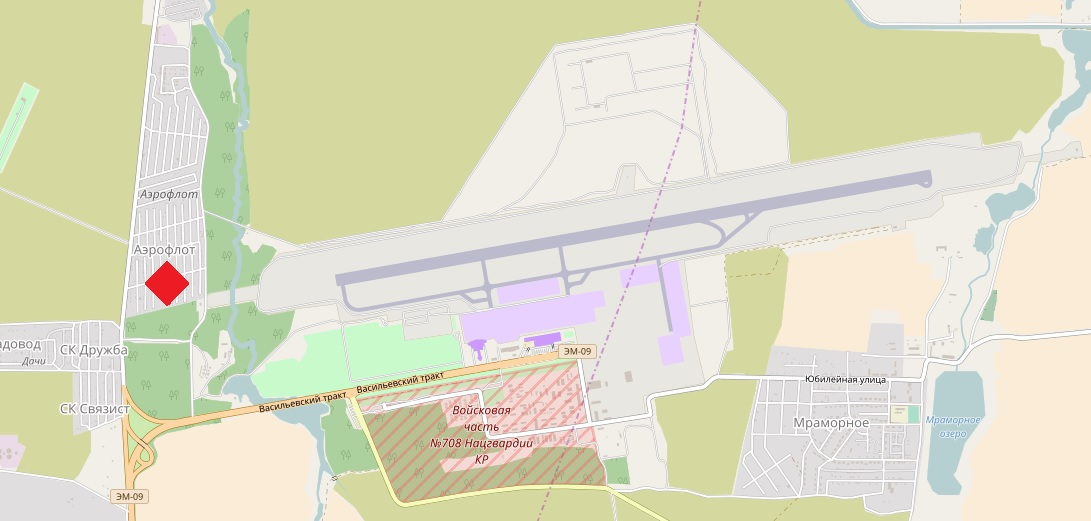
Avionul de marfă s-a prăbușit în apropierea capătului pistei 26 a Aeroportului Manas.

Aeronava, un Boeing 747-400 cu patru motoare, urma să facă o escală la Bișkek pentru realimentare. Aparatul a ratat aterizarea, în condiții de ceață densă, și s-a prăbușit peste câteva clădiri de locuit. Aceasta decolase din Hong Kong și s-a prăbușit peste satul Datcha-Suu, în apropierea aeroportului din Manas, la ora locală 07:31 (01:31 GMT), iar resturile sale în flăcări au avariat 43 de case, dinte care 15 au fost complet distruse.

## Cauze
Vicepremierul kârgâz Muhametkali Abulgaziev a declarat pentru televiziunea de stat că „potrivit primelor informații, aeronava s-a prăbușit din cauza unei erori de pilotaj”.

## Victime
Autoritățile kârgâze au precizat că unul dintre cei patru membri ai echipajului aflați la bord a supraviețuit. Mai mulți copii se află printre cei uciși.

## Reacții
La fața locului au ajuns mai multe echipe de salvare, pompieri și medici. Pentru cei rămași fără locuințe au fost instalate corturi, în condițiile în care la Bișkek temperatura era de –2°C. Toate zborurile pe Aeroportul Manas au fost anulate.
Șeful statului kârgâz, Almazbek Atambaiev, a transmis condoleanțe familiilor victimelor și a ordonat guvernului o anchetă aprofundată asupra cauzelor tragediei.